# Mesochorus longidens
Mesochorus longidens là một loài tò vò trong họ Ichneumonidae.